# Irnia scabra
Irnia scabra is een hooiwagen uit de familie Assamiidae.